# Karlskirche (Warschau-Powązki)
Die St.-Karl-Borromäus-Kirche (polnisch Kościół św. Karola Boromeusza) im  Warschauer Stadtteil Wola ist eine katholische Friedhofskirche an der ul. Powązkowska auf dem Gebiet des Powązki-Friedhofs. Sie ist dem hl. Karl Borromäus geweiht.

## Geschichte

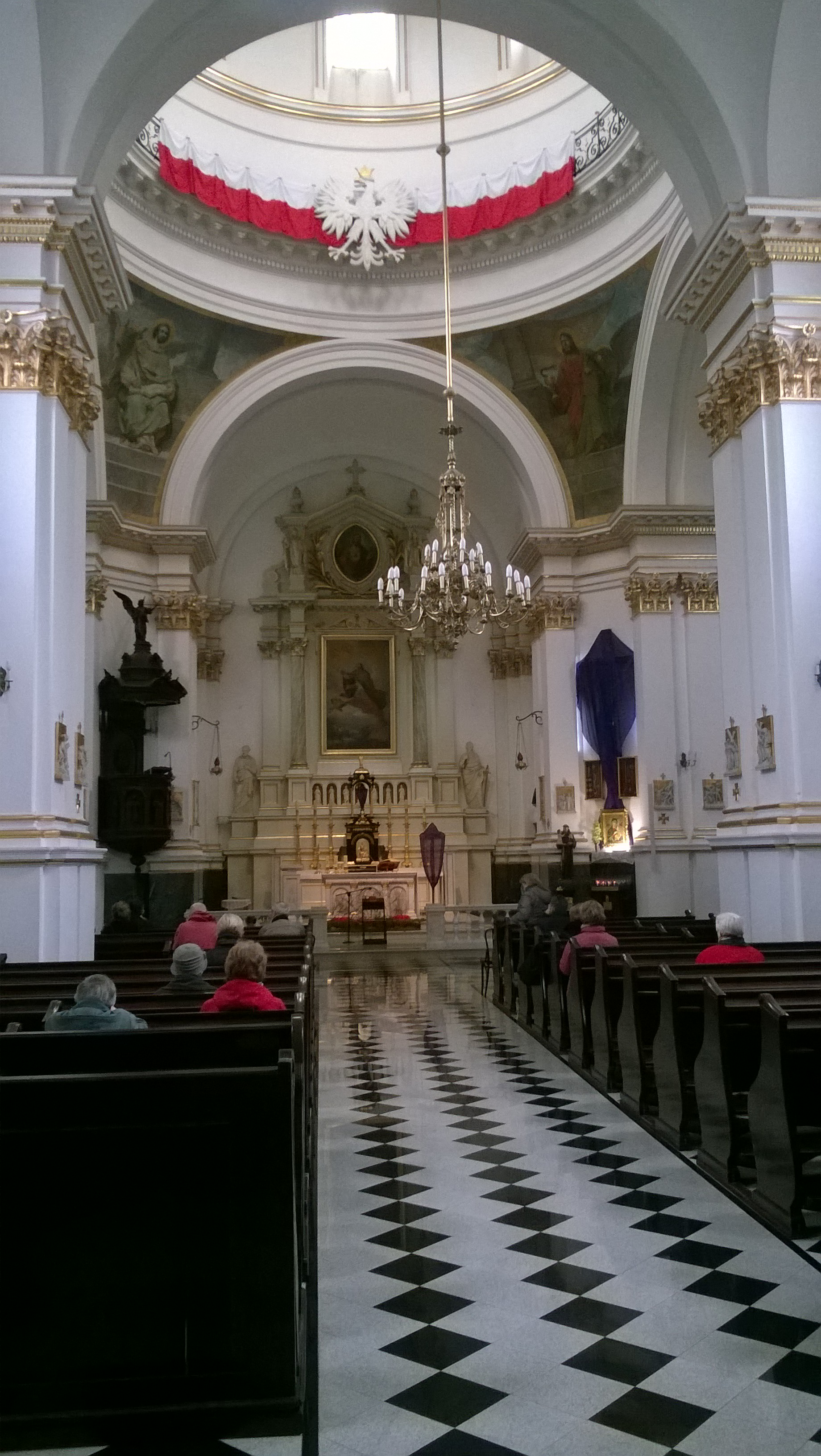
Innenraum

Die Kirche wurde von 1790 bis 1793 von Domenico Merlini im Stil des Klassizismus auf Initiative von König Stanislaus II. August Poniatowski und dessen Bruder Primas Michał Jerzy Poniatowski als Friedhofskirche für den neuen Powązki-Friedhof errichtet. Die ersten Umbauarbeiten erfolgten bereits 1820 und 1837. Der eigentliche Umbau im Stil des Neoklassizismus erfolgte durch Alfons Ferdynand Kropiwnicki und Alfons Welke von 1849 bis 1850 sowie durch Józef Pius Dziekoński erneut in den Jahren 1891 bis 1898. Die Kirche wurde von der Wehrmacht im Warschauer Aufstand stark beschädigt. Der Wiederaufbau erfolgte nach dem Zweiten Weltkrieg durch Stanisław Marzyński, der die Kirche bis 1960 in ihrer ursprünglichen Form wieder herstellte. Die Fresken in der neu gebauten Kirche malte Władysław Zych.

## Geographische Lage
Die Kirche befindet sich im Warschauer Unterbezirk Powązki des Stadtteils Wola, an der ulica Powązkowska.